# Soncino
Soncino is een gemeente in de Italiaanse provincie Cremona (regio Lombardije) en telt 7440 inwoners (31-12-2004). De oppervlakte bedraagt 45,3 km², de bevolkingsdichtheid is 162 inwoners per km².

## Demografie
Soncino telt ongeveer 3014 huishoudens. Het aantal inwoners steeg in de periode 1991-2001 met 1,3% volgens cijfers uit de tienjaarlijkse volkstellingen van ISTAT.
| Jaar | Inwoneraantal |
| ---- | ------------- |
| 1991 | 7215          |
| 2001 | 7312          |

## Geografie
Soncino grenst aan de volgende gemeenten: Casaletto di Sopra, Cumignano sul Naviglio, Fontanella (BG), Genivolta, Orzinuovi (BS), Roccafranca (BS), Ticengo, Torre Pallavicina (BG), Villachiara (BS).

## Geboren in Soncino
- Giacomo Losi (1935-2024), voetballer